# 배터리 (소설)
《배터리》(バッテリー)는 아사노 아쓰코의 아동 문학이다.
2000년에는 NHK-FM방송에서 라디오 드라마(총10화)로 만들어졌으며, 2007년에는 하야시 겐토룰 주연으로 영화, 2008년 4월에는 나카야마 유마룰 주연으로 NHK에서 텔레비전 드라마로 만들어졌다.

## 개요
뛰어난 재능과 거만할 정도의 자신감을 가진 투수 하라다 다쿠미와 배터리를 이루는 포수 나가쿠라 고의 1년간의 이야기이다. 소년들의 진지한 자세와 아름다운 배경 묘사가 매력이다.

## 영화
2007년 3월 10일에 개봉됐다. 주제가는 구마키 안리의 〈하루노 가제〉 (春の風)이며, 캐치프레이즈는 〈지금이니까, 할 수 있는게 있다.〉.

### 출연진
- 하라다 다쿠미 - 하야시 겐토
- 나가쿠라 고 - 야마다 겐타
- 하라다 세하 - 야리타 아키히로
- 야지마 마유 - 렌부쓰 미사코
- 사와구치 - 요네야 신이치
- 가도와키 슈고 - 와타나베 다이
- 미즈가키 슌지 - 세키 야스아키
- 하라다 마키코 - 아마미 유키
- 하라다 히로시 - 기시타니 고로
- 이오카 요조 - 스가와라 분타
- 나가쿠라 세쓰코 - 하마다 마리
- 도무라 마코토 - 하기와라 마사토
- 오노 가오루코 - 우에하라 미사
- 교장 선생 - 기시베 잇토쿠
- 아토 감독 - 시오미 산세이
- 아사노 선생 - 아사노 아쓰코

### 제작진
- 감독 - 다키타 요지로
- 제작 - 구로이 가즈오
- 각본 - 모리시타 다다시

## 텔레비전 드라마

### 출연진
- 하라다 다쿠미 - 나카야마 유마
- 나가쿠라 고 - 다카다 쇼
- 하라다 세하 - 모리모토 신타로
- 야지마 마유 - 미야자키 가렌
- 노부니시 에이지 - 소메타니 쇼타
- 오노 가오루코 - 치순
- 아사쿠라 아이 - 고리키 아야메
- 도무라 마코토 - 지하라 쥬니어
- 이오카 요조 - 이시바시 렌지

### 주제가
- Mr.Children 〈소년〉